# جوز
الجوز هو البذرة الصالحة للأكل لأي شجرة تنتمي إلى جنس الجوز (من فصيلة الجوزيات)، وخاصة الجوز الفارسي أو الإنجليزي المعروف علميًا باسم الجوز الشائع. يُصنّف الجوز ضمن الثمار الملحقة، لأن الغلاف الخارجي للثمرة يُعتبر من الناحية المورفولوجية غلافًا ملحقًا وليس جزءًا من الكربلة نفسها؛ وبهذا، لا يُعد الجوز ثمرة حجرية حقيقية، بل هو أقرب إلى جوزة شبيهة بالثمرة الحجرية.
بعد النضج الكامل، يتم التخلص من القشرة الخارجية ويُؤكل اللب الداخلي. أما ثمار الجوز الأسود الشرقي والجوز الأرمد، فتُستهلك بشكل أقل شيوعًا.

## الوصف
الجوز هو ثمرة حجرية كروية مفردة البذرة تنمو على شجرة الجوز. تنضج الثمار في النصف الشمالي من الكرة الأرضية بين شهري سبتمبر ونوفمبر. تُحيط قشرة خارجية (قلافة) بالثمرة، وتحتها توجد القشرة الصلبة ذات اللون البني والتجاعيد المميزة.
عادةً ما تكون القشرة الصلبة للجوز مكوّنة من شقين، ولكن قد تظهر أحيانًا بقشرة ذات ثلاثة أو أربعة أقسام. خلال عملية النضج، تصبح القلافة هشّة، وتصلب القشرة التي بداخلها. تحتوي القشرة على اللب أو ما يُعرف بلحم الجوز، ويكون غالبًا على شكل نصفين مفصولين بواسطة غشاء رقيق.
تُغلف البذور – التي تُباع غالبًا كـ "جوز مقشور" – بقشرة بنية اللون تحتوي على مضادات أكسدة. تساعد هذه المضادات في حماية البذور الغنية بالزيوت من الأكسدة الجوية، مما يمنع فسادها أو تزنّخها. تتأخر أشجار الجوز في إنبات أوراقها، وعادة لا يحدث هذا إلا بعد مرور أكثر من منتصف الربيع.

### كيمياء
تحتوي قشور الجوز (القلافة الخارجية) على مجموعة متنوعة من المركبات النباتية النشطة (المواد الكيميائية النباتية)، مثل البوليفينولات، والتي تُعرف بقدرتها على تلطيخ اليدين وقد تسبب تهيّجًا جلديًا عند ملامستها. وقد تم تحديد سبعة مركبات فينولية في قشور الجوز، من بينها: حمض الفيروليك، حمض الفانيليك، حمض الكوماريك، حمض السيرينجيك، الميريستين، الجغلون
يعتبر مركب الجغلون، وهو مركب كينوني معروف بلونه الداكن وتأثيره السام على بعض الكائنات الحية، الأكثر تركيزًا، حيث بلغت نسبته 2 إلى 4% من الوزن الطازج لقشرة الجوز. يحتوي الجوز أيضًا على مركب الإيلاجيتانين المعروف باسم بيدونكولاجين. كما تم عزل مركب ريجولون مع الجغلون وحمض البيتولينيك والسيتيستيرول من لحاء ساق شجرة الجوز.

## الأنواع
الأنواع الثلاثة الأكثر شيوعًا من أشجار الجوز التي تُزرع من أجل بذورها هي الجوز الفارسي أو الإنجليزي (Juglans regia) الذي يعود أصله إلى إيران، والجوز الأسود (Juglans nigra) وهو نوع أصلي من شرق أمريكا الشمالية، والجوز الياباني المعروف أيضًا باسم "هارتنوت" (Juglans ailantifolia).
تشمل الأنواع الأخرى جوز كاليفورنيا الأسود (Juglans californica) الذي يُستخدم كثيرًا كجذر نباتي لزراعة الجوز الإنجليزي تجاريًا، بالإضافة إلى جوز البترنوتس (Juglans cinerea) وجوز أريزونا (Juglans major). بعض المصادر تشير إلى وجود نوعين فرعيين من جوز كاليفورنيا: Juglans californica californica في جنوب كاليفورنيا، وJuglans californica hindsii أو J. hindsii في شمال كاليفورنيا، وتُعتبر هذه أحيانًا مجرد تنويعات جغرافية لا أنواعًا فرعية مستقلة.
تم تطوير العديد من أصناف الجوز تجاريًا، ومعظمها عبارة عن هجائن من الجوز الإنجليزي.

## الزراعة

### تاريخ
عرف الجوز خلال العصر البيزنطي باسم "الجوز الملكي". يحتوي كتاب "الزراعة" لابن العوام من القرن الثاني عشر على مقال يتناول زراعة أشجار الجوز في إسبانيا.
أما جزء "wal" في اسم الجوز فهو من أصل جرماني ويعني "أجنبي"، خاصة في معنى اللاتيني أو غير الجرماني. يمكن مقارنة ذلك بأسماء مثل "ويلز" (Wales)، و"الوالونيين" (Walloons)، و"والاخيا" (Wallachia). ويظهر هذا الجزء "wal" في كلمات أخرى للثمرة نفسها في لغات جرمانية مختلفة، مثل الألمانية "Walnuss"، والهولندية "walnoot"، والدنماركية "valnød"، والسويدية "valnöt".

### التخزين
الجوز، مثل غيره من مكسرات الأشجار، يحتاج إلى معالجة وتخزين مناسبين. التخزين السيء يجعل الجوز عرضة لهجمات الحشرات وعفن الفطريات؛ حيث تنتج الفطريات مادة الأفلاتوكسين، وهي مادة مسرطنة قوية. لذلك، يجب التخلص بالكامل من أي دفعة تحتوي على جوز مصاب بالعفن.
درجة الحرارة المثالية لتخزين الجوز لفترات طويلة تتراوح بين −3 إلى 0 درجة مئوية (27 إلى 32 درجة فهرنهايت) مع نسبة رطوبة منخفضة، سواء للتخزين الصناعي أو المنزلي. ولكن تقنيات التبريد هذه غير متوفرة في الدول النامية التي تنتج كميات كبيرة من الجوز. لذلك، يُفضل تخزين الجوز في درجات حرارة أقل من 25 درجة مئوية (77 درجة فهرنهايت) مع رطوبة منخفضة. درجات الحرارة التي تزيد عن 30 درجة مئوية (86 درجة فهرنهايت) ومستويات الرطوبة التي تتجاوز 70% تؤدي إلى فساد سريع وخسائر كبيرة. وإذا تجاوزت الرطوبة نسبة 75%، يمكن أن تتكون الفطريات التي تفرز مادة الأفلاتوكسين.

## الإنتاج
في عام 2022، بلغ الإنتاج العالمي للجوز (بالقشرة) حوالي 3.9 مليون طن، حيث ساهمت الصين بنسبة 36% من الإجمالي . وكانت الدول الأخرى المنتجة بشكل كبير، حسب تناقص كمية الحصاد، هي الولايات المتحدة، إيران، وتركيا.

## المعلومات الغذائية
يحتوي الجوز الإنجليزي بدون قشرة على 4% ماء، 15% بروتين، 65% دهون، و14% كربوهيدرات، منها 7% ألياف غذائية. في كمية مرجعية مقدارها 100 جرام (3.5 أوقية)، يوفر الجوز 654 كيلو كالوري (2740 كيلوجول) ويحتوي على معادن غذائية غنية (20% أو أكثر من القيمة اليومية) لعدة معادن، خصوصاً المنغنيز بنسبة 148% من القيمة اليومية، بالإضافة إلى كميات كبيرة من فيتامينات ب.
وعلى عكس معظم المكسرات التي تحتوي على نسب عالية من الأحماض الدهنية الأحادية غير المشبعة، فإن زيت الجوز يتكون بشكل كبير من الأحماض الدهنية المتعددة غير المشبعة (72% من إجمالي الدهون)، وخاصة حمض ألفا-لينولينيك (14%) وحمض اللينوليك (58%)، رغم احتوائه أيضاً على حمض الأوليك بنسبة 13% من إجمالي الدهون.

### ادعاءات صحية
في عام 2004، سمحت إدارة الغذاء والدواء الأمريكية بذكر ادعاء صحي مؤقت على المنتجات التي تحتوي على الجوز، نصه: "تشير أبحاث داعمة، لكنها غير حاسمة، إلى أن تناول 43 جرامًا (1.5 أونصة) من الجوز يوميًا كجزء من نظام غذائي منخفض الدهون المشبعة والكوليسترول، ومن دون زيادة في السعرات الحرارية، قد يساعد في تقليل خطر الإصابة بأمراض القلب التاجية. لكنها رفضت في الوقت نفسه السماح بعبارة "النظم الغذائية التي تتضمن الجوز تقلل من خطر أمراض القلب" لأنها تعتبرها غير مثبتة بشكل قاطع. وفي 2010، أرسلت إدارة الغذاء والدواء الأمريكية تحذيرًا لشركة دايموند فودز بسبب عدم وجود أدلة كافية على وجود مادة فعالة في الجوز تقلل من خطر أمراض القلب.
أما في 2011، أوصت لجنة علمية تابعة لهيئة سلامة الأغذية الأوروبية بقبول ادعاء صحي مفاده أن "الجوز يساهم في تحسين وظيفة الأوعية الدموية التي تعتمد على بطانة الأوعية" عند تناول 30 جرامًا يوميًا. لكنها أكدت أنه لا يوجد دليل واضح يربط تناول الجوز بخفض مستويات الكوليسترول الضار في الدم. وقد تم اعتماد هذا الادعاء الصحي رسميًا من قبل المفوضية الأوروبية لاحقًا.

### الأبحاث
أُجريت مراجعة منهجية في عام 2020 لتقييم تأثير تناول الجوز على ضغط الدم، ولم تخلص النتائج إلى وجود أدلة كافية تدعم استخدام الجوز كوسيلة فعالة لخفض ضغط الدم. وبحلول عام 2021، ظلت العلاقة بين استهلاك الجوز والصحة الإدراكية غير واضحة، مع غياب بيانات كافية لإثبات وجود تأثير إيجابي أو سلبي بشكل قاطع.

## احتمالية الحساسية
يُعد الجوز من المكسرات التي قد تُثير تفاعلات تحسسية لدى بعض الأشخاص، سواء عند تناوله أو عند ملامسة زيوته للجلد. وتُقدّر نسبة المصابين بحساسية الجوز مدى الحياة بنحو 0.4% من سكان أوروبا والولايات المتحدة، مع إمكانية تباين هذه النسبة باختلاف معدلات استهلاك الجوز وتوفّره في كل منطقة. وتشير بعض التقديرات إلى أن نسبة الإصابة بحساسية الجوز وسائر المكسرات قد تبلغ 5% بين الأطفال في الولايات المتحدة. تنتج الحساسية من الجوز عن مجموعة من البروتينات المسببة للتحسس، من بينها بروتين ناقل الدهون، وألبومين 2S، وفيسيلين، وليجومين، وأوليُوسين.
تشمل أعراض الحساسية تجاه الجوز آلامًا في البطن، وتقلصات، وغثيانًا، وقيئًا، وصعوبة في البلع، وحكة، وضيقًا في التنفس، وقد تصل في بعض الحالات إلى التأق، وهو رد فعل تحسسي حاد قد يُفضي إلى الوفاة. ويُدرَج الجوز ضمن قائمة المواد الغذائية ذات الأولوية في التحسس في كندا. ويُعالج التأق بحقن الإبينفرين، في حين تُستخدم مضادات الهيستامين في الحالات الأخف. وتكمن أفضل وسيلة للوقاية في تجنّب تناول الجوز أو ملامسته. وغالبًا ما تستمر حساسية الجوز مدى الحياة، ولا يوجد لها علاج نهائي. كما تُظهر حساسية الجوز تقاطعًا مناعيًا مع أنواع أخرى من المكسرات، مثل البقان والكاجو، مما يزيد من احتمالية التحسس المتبادل بينها.

## الاستخدامات

### المطبخ
تتوفر لُبّات الجوز (الجزء الصالح للأكل) بشكلين: داخل القشرة أو مقشّرة. وبحسب طريقة المعالجة، قد تكون اللُبّات كاملة أو مقسومة إلى أنصاف أو مجزأة إلى قطع أصغر. يمكن تناول الجوز بمفرده سواء كان نيئًا أو مُحمّصًا أو مُخللًا، أو إدخاله ضمن خلطات غذائية مثل الموسلي، أو استخدامه كمكوّن في أطباق متنوعة، مثل حساء الجوز، فطيرة الجوز، كعكة القهوة بالجوز، كعكة الموز، البراوني، أو الفدج. وغالبًا ما يُحلى الجوز بالسكر أو يُخلل، وقد تكون حبات الجوز الكاملة المُخللة بطعم حلو أو مالح، وذلك حسب محلول الحفظ المستخدم.

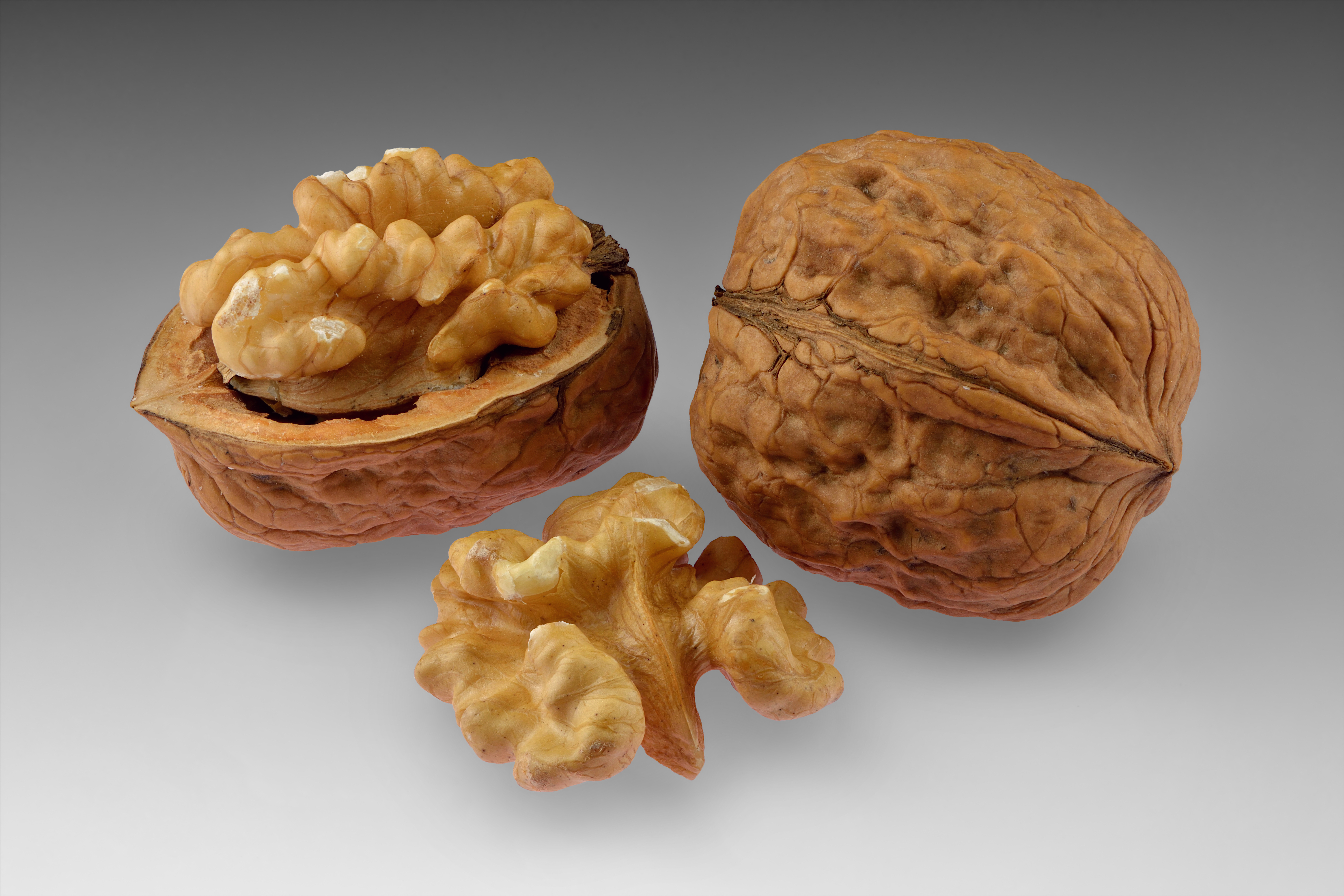
الجوز

ويُعد الجوز عنصرًا مهمًا في العديد من الوصفات التقليدية، منها البقلاوة، ودجاج الشركس، و"بوتيتسا" (وهي فطيرة احتفالية تقليدية من سلوفينيا)، و"ساتسيفي" (وهي وصفة جورجية تعتمد على الدجاج وصلصة الجوز)، و"تاراتور" (شوربة صيفية في المطبخ البلغاري)، إضافةً إلى يخنات الكرات اللحمية أو الدجاج في المطبخ الإيراني.
كما يُستخدم الجوز على نطاق واسع كإضافة على المثلجات، وتُستعمل قطع الجوز للتزيين في عدد من الأطباق. ومن مشتقات الجوز الشهيرة مشروب نوتشينو، وهو ليكيور يُحضّر من الجوز الأخضر غير الناضج يُنقع في الكحول ويُحلّى لاحقًا بالشراب السكري. أما زيت الجوز، فيُباع تجاريًا ويُستخدم بشكل أساسي كمكوّن غذائي، خاصة في تحضير تتبيلات السلطات. لكنه يمتاز بنقطة احتراق منخفضة، مما يحد من استخدامه في القلي.

### الأحبار والأصباغ
تُستخدم قشور الجوز الخارجية في صناعة حبر متين يُناسب الكتابة والرسم، ويُعتقد أن فنانين مثل ليوناردو دا فينشي ورمبرانت قد استخدموه في أعمالهم. كما تُستخلص من قشور الجوز صبغات بنية تُستخدم في صباغة الأقمشة، وقد استُخدمت أيضًا في روما الكلاسيكية وأوروبا في العصور الوسطى لصبغ الشعر.

### التنظيف
استخدم الجيش الأمريكي في السابق قشور الجوز المطحونة في عمليات التنظيف الكاشطة لأجزاء الطائرات، نظرًا لانخفاض تكلفتها وخصائصها الكاشطة المحدودة. إلا أن تحقيقًا في حادث تحطم مروحية بوينغ CH-47 شينوك في 11 سبتمبر 1982 بمدينة مانهايم في ألمانيا، كشف أن جسيمات قشور الجوز تسببت في انسداد منفذ للزيت، ما أدى إلى وقوع الحادث، ومن ثم التوقف عن استخدام قشور الجوز كعامل تنظيف في مجال الطيران.
رغم ذلك، لا تزال قشور الجوز المسحوقة تُستخدم تجاريًا خارج قطاع الطيران في تطبيقات التنظيف والكشط منخفضة السُمية وذات التأثير الكاشط الخفيف. وفي صناعة النفط والغاز، تُستخدم مرشحات عميقة مكونة من قشور الجوز المطحونة لتنقية المياه من الملوثات الزيتية، فيما يُعرف بعملية "التلميع" أو "الترشيح النهائي".

### رمال القطط
تنتج شركتان على الأقل، هما LitterMaid وNaturally Fresh، رمالًا للقطط مصنوعة من قشور الجوز المطحونة. ومن بين المزايا التي تُذكر لهذا النوع من الرمل بالمقارنة مع الرمل التقليدي المصنوع من الطين: كونه أكثر استدامة بيئيًا لأنه يُستخلص من منتج نفايات كان سيُهدر، إضافة إلى قابليته العالية للتحلل الحيوي بشكل طبيعي، وقدرته على التحكم في الروائح بمستوى يضاهي أو يتفوق على الرمل الطيني. ومع ذلك، تُسجّل بعض السلبيات المحتملة، أبرزها إمكانية التسبب بردود فعل تحسسية لدى البشر أو القطط.

### الطب الشعبي
أُدرج الجوز ضمن قائمة مكونة من 38 مادة تُستخدم في تحضير علاجات زهور باخ، وهي نوع من العلاجات العشبية التي يروج لها في ممارسات الطب الشعبي بزعم أنها تُحسّن الصحة العامة.  ومع ذلك، تؤكد مؤسسة أبحاث السرطان في المملكة المتحدة أنه "لا توجد أدلة علمية تثبت أن علاجات الزهور قادرة على التحكم في الأمراض أو علاجها أو الوقاية منها، بما في ذلك السرطان".

## في الثقافة
تُعد قشور الجوز الكبيرة والمتناسقة الشكل، والمزخرفة أحيانًا بنقوش دقيقة (خصوصًا تلك المستخرجة من نوع Juglans hopeiensis) من المقتنيات الثمينة في الصين، حيث تُستخدم كلُعبة يدوية تُدار بين الأصابع أو كزينة زخرفية. وتُعتبر هذه القشور أيضًا رمزًا للمكانة الاجتماعية واستثمارًا ذا قيمة، إذ قد تصل أسعار بعض النقوش الفريدة منها إلى مبالغ مرتفعة. وفي بعض الأحيان، تُباع أزواج من الجوز داخل قشورها الخضراء في إطار لعبة قمار تُعرف باسم دو تشينغ بي، حيث يتراهن المشترون على جودة الجوز داخل الغلاف.